# Anhingovití
Anhingovití (Anhingidae) je čeleď vodních ptáků z řádu terejů (Suliformes), jejíž zástupci se vyskytují ve většině tropických částí světa. Evropa a Antarktida jsou jediné kontinenty, které anhingy neobývají. Přirozeným biotopem anhing jsou sladkovodní prostředí, vzácněji zalétají i do brakických a přílivových vod. Moderní systematika rozeznává čtyři druhy anhing, v minulosti se běžně rozlišovaly jen novosvětský a starosvětský druh. Jedná se o statné ptáky s útlým tělem, dlouhým úzkým krkem, protáhlou hlavou a jehlovitým zobákem bez háčkovitého zakončení, které je typické pro příbuzné skupiny kormoránovitých a terejovitých. Anhingy dosahují délky těla mezi 76–98 cm. Hmotnost se pohybuje od 0,9 do 2,6 kg, rozpětí křídel je v rozmezí 120–127 cm. 
Živí se převážně rybami, které harpunují za pomoci svého dlouhého krku. Pod vodou se pohybují pomocí střídavých úderů nohou. Svou podvodní kořist nepronásledují, ale spíše nehybně vyčkávají, až k nim sama připluje. Zahnizďují hlavně na stromech, občas i v křoví nebo v rákosinách, a vždy v těsné blízkosti vody. Samice snáší nejčastěji 4 vejce (interval 2–6). Mateřská péče včetně inkubace je sdílená. Nejbližšími příbuznými anhingovitých jsou kormoránovití. Fosilní záznam anhingovitých je poměrně bohatý a vyplývá z něj vyšší druhová diverzita v dávné minulosti. A. pannonica byla v miocénu rozšířena i v Evropě.

## Popis

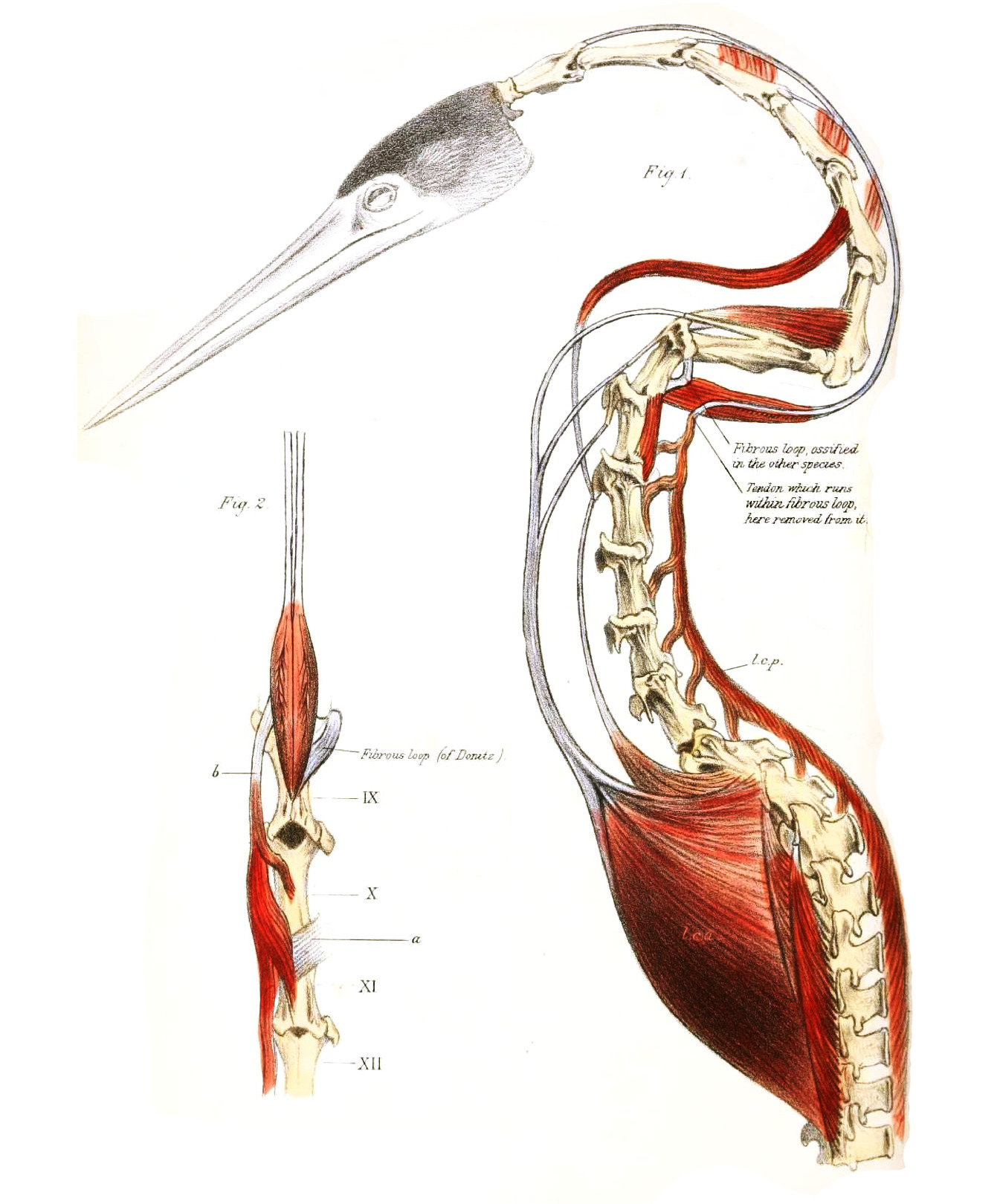
Nákres páteře, šlach a svalstva krku zobrazující mechanismus umožňující vymrštění krku

Jedná se o velké ptáky s útlým dlouhým tělem. Vzhled anhing byl přirovnán k podobě křížence volavky a kormorána. Výrazným znakem anhing je úzký dlouhý krk, který při pohledu ze strany připomíná tvar písmene G. Nápadné prohnutí krku je umožněno unikátní morfologickou úpravou v oblasti 8. a 9. krčního obratle, kde se nachází zvláštní mechanismus ze šlach a vazivové tkáně napojený na obratle. Tento mechanismus funguje na principu dveřního pantu, a umožňuje nezvyklé prohnutí krku v klidovém stavu i jeho rychlé vymrštění při lovu. Hlava je dorzoventrálně zploštělá a natolik úzká, že zdánlivě až splývá s krkem. Rovný, špičatý zobák jehlovitého tvaru je po stranách vroubkovaný. Horní čelist na rozdíl od příbuzných kormoránů není na konci zaháknutá přes tu spodní. Nohy jsou krátké a statné. Prsty jsou spojeny dobře vyvinutými blánami.

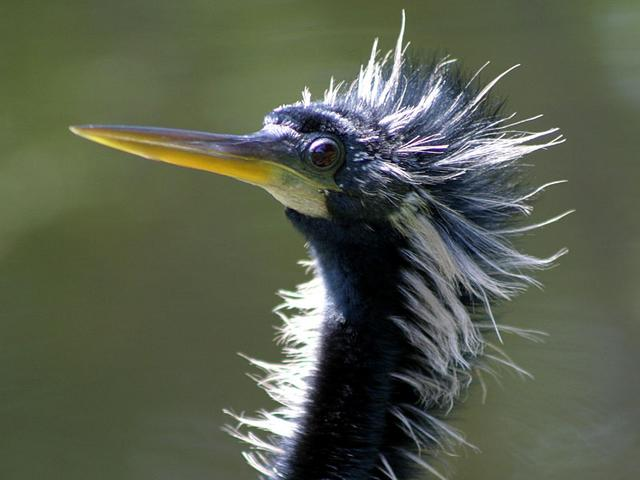
Samec anhingy americké se vztyčenou chocholkou

Anhingy dosahují délky těla mezi 76–98 cm. Hmotnost se pohybuje od 0,9 do 2,6 kg, rozpětí křídel je v rozmezí 120–127 cm. Samec i samice mívají stejnou velikost, avšak zobák samic bývá o něco delší. Opeření bývá černých, hnědých, šedých, stříbrných a bílých odstínů. Všechny druhy jsou shora tmavé a samci jsou tmavší než samice. Prodloužené opeření na hřbetě a lopatkách bývá bíle, stříbrně, šedě nebo světle hnědě proužkované. Dospělý samec anhingy americké má na temeni vztyčitelnou chocholku s prodloužených černých per, kterou spolu s bílými měkčími pery po stranách krku občas využívá jako vizuální signál. Nápadný je u anhing dlouhý, nezvykle široký ocas, který tvoří 12 dlouhých, velmi širokých rýdovacích per. Takto široký ocas se anhingám hodí při manévrování a brzdění při okrajích vodních ploch, kde se vysoké vodní rostliny začínají mísit se stromy.

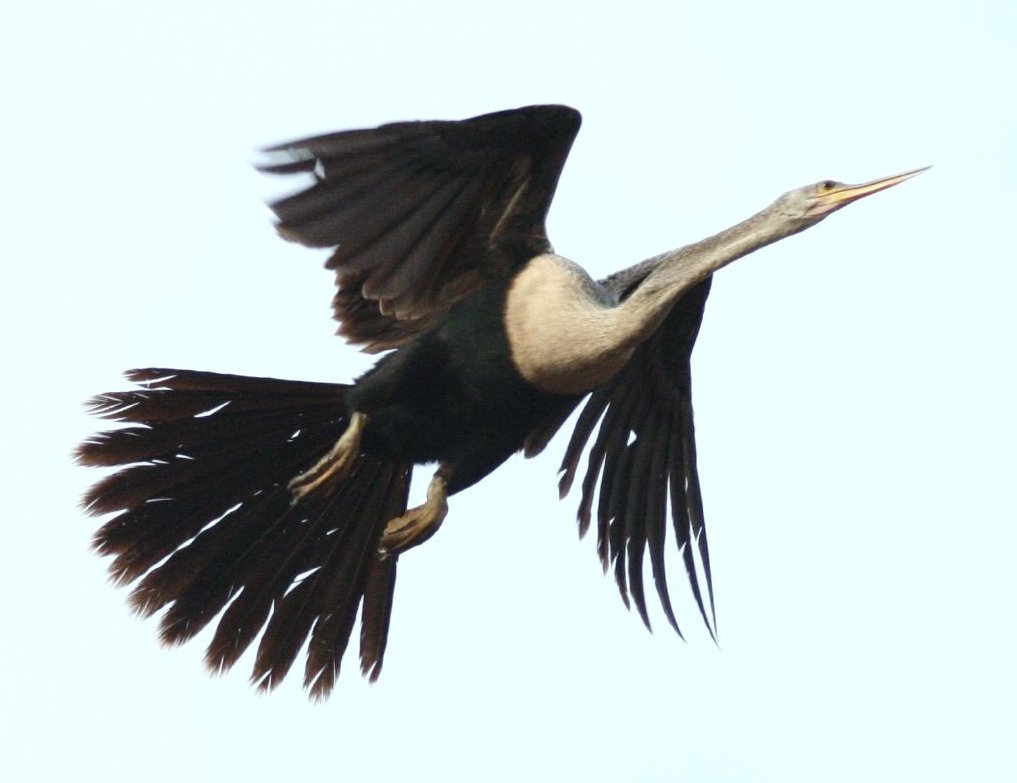
Anhinga australská při v letu s patrným širokým ocasem

Nedospělí jedinci bývají světlejších odstínů než dospělci, což je nejvýraznější na hlavě, krku a na spodní části jejich těla. Podobně jako kormoráni, i anhingy mají velmi smáčivé peří. Vysoká smáčivost nastává následkem zvláštní mikroskopické struktury peří spíše než kvůli absenci voděodolné vrstvy. Odhaduje se, že u anhing je smáčivost asi třikrát větší než u kormoránů (měřeno srovnáváním hmotnosti suchých ptáků oproti ptákům po vynoření z vody). Menší smáčivost peří pomáhá snížit vztlak při potápění. Nižšího vztlaku je dosaženo i s pomocí extra hustých kostí. Unikátním znakem anhing je příčné rýhování podél celé délky rýdovacích (ocasních) per i některých vnitřních letek. Toto rýhování lze pozorovat i lidským okem, když anhingy roztahují svá křídla, aby si je usušily.

## Výskyt
Anhingovití obývají především sladkovodní biotopy v tropických a subtropických oblastech. V rámci řádu terejů se jedná o čeleď s nejmenší vazbou na mořské prostředí a pouze příležitostně zalétají i do brakických nebo přílivových vod. Upřednostňují mělké vodní toky, kde mají k dispozici vhodná místa k usednutí a oschnutí mezi lovnými výpravami. K typickým stanovištím patří sladkovodní močály, jezera, estuáry a pomalu tekoucí řeky. V řadě oblastí se habitat anhing překrývá s kormorány. Obě skupiny ptáků se živí rybami, avšak jejich lovné techniky se razantně liší, což napomáhá poklidnému soužití obou čeledí. Anhingy se vyskytují na všech kontinentech kromě Evropy a Antarktidy. Vyhýbají se oblastem, kde vodní hladina přes zimu zamrzá. Areál výskytu zobrazuje tabulka v kapitole Systematika.
Jedná se převážně o usedavě žijící ptáky. Populace anhingy americké z nejsevernějších oblastí výskytu (jih USA) táhne na zimu k mexické hranici nebo až do Mexika. Vyhynulá populace z jižního Turecka byla také tažná – ptáci zimovali v teplejším Izraeli. K místním přesunům nebo potulkám může poměrně běžně docházet v důsledku povodní nebo naopak vysušení močálů v období léta. Anhingy nejsou uzpůsobeny chladnějšímu prostředí jako kormoráni a k zajištění termoregulace anhingy potřebují vyšší teploty a větší množství slunečního svitu než kormoráni.

## Biologie a chování

### Chování

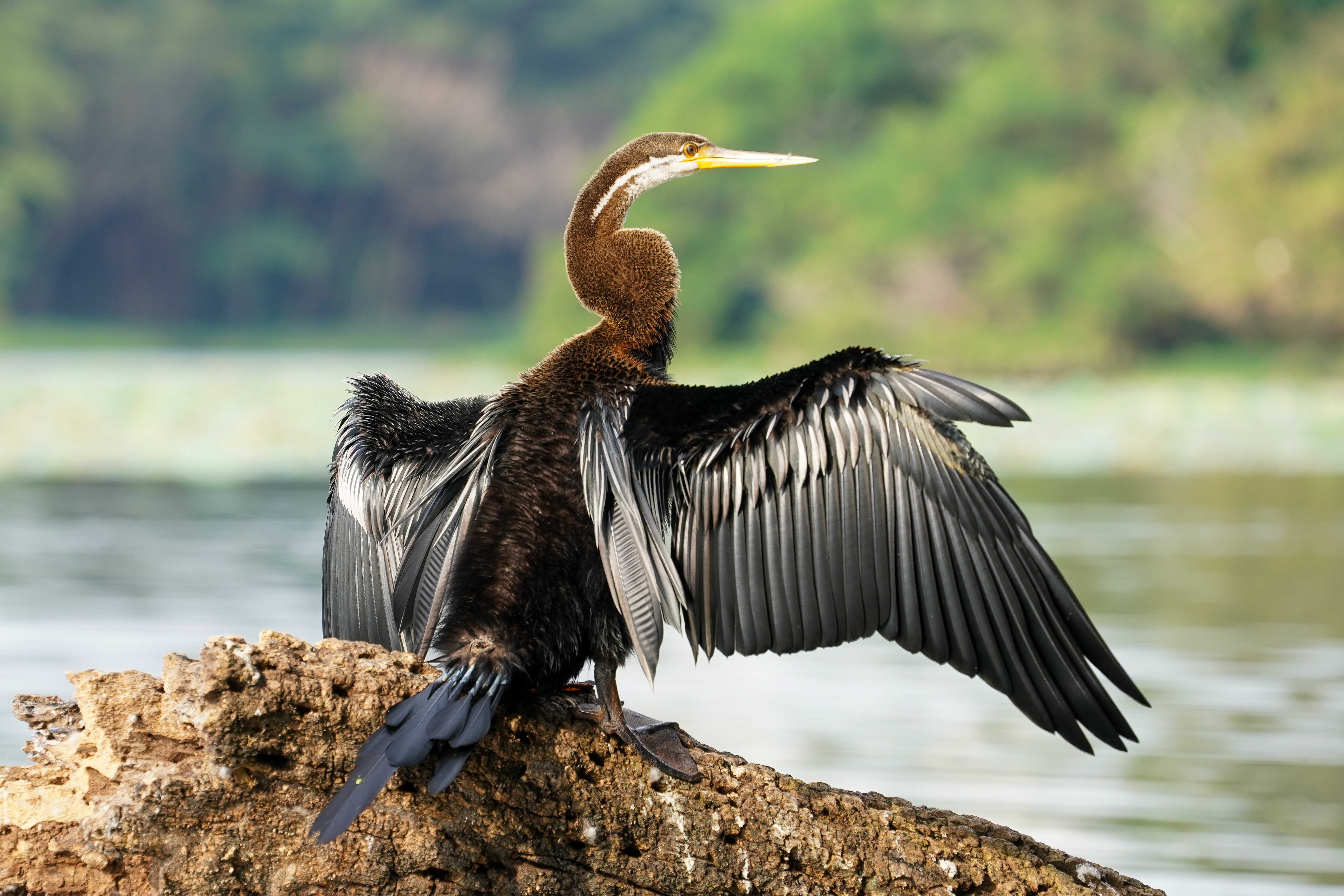
Anhinga indomalajská při vysoušení křídel (Indie)

Přestože anhingy mají nohy posazeny v zadní části těla, vynikají obratností při prolézání větvemi. Potíže jim činí až chůze po rovné zemi, kde si s udržováním rovnováhy pomáhají napůl roztaženými křídly. Jsou to výborní letci. Dokáží umně využívat termální větry, k čemuž jim dobře slouží dlouhá a široká křídla. Delší lety typicky podnikají tak, že nejprve krouživými lety v oblastech teplých proudů vystoupají vzhůru, načež se plachtěním s pomalým klesáním přesunou k dalšímu stoupavému proudu. Vzlet je pro ně poměrně náročný. Nezřídka před vzletem nejprve vyšplhají na okolní keř nebo strom. Při vzletu z vodní hladiny si pomáhají odrazy nohama o vodní hladinu. V letu mají natažený krk, takže pozorovateli ze země připomínají letící kříž.

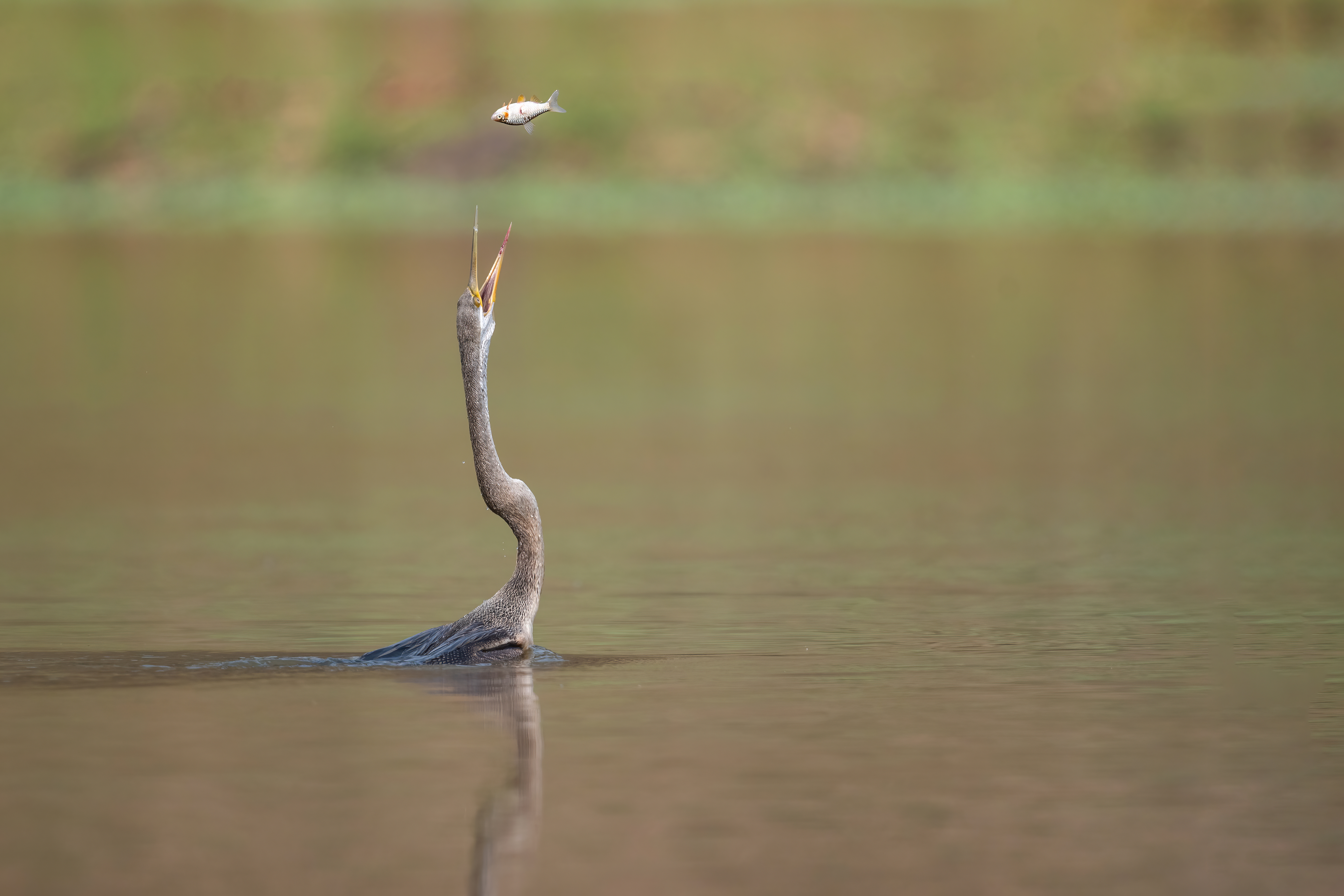
Anhinga indomalajská při pojídání ryby (Nepál)

Většinu času tráví posedáváním na bidlech v těsné blízkosti vody, kde odpočívají, tráví potravu nebo suší svá křídla. K nejoblíbenějším typům bidel patří větve spadlých stromů vyčnívající z vody. Nezřídka se mohou objevovat ve volně sdružených hejnech, která mohou dosahovat velikosti kolem stovky jedinců. Občas se mísí s ostatními druhy vodních ptáků, jako jsou kormoráni či volavky, avšak zdaleka ne tak často, jako to činí kormoráni. Při plachtění se občas přidávají k hejnům čápů a ibisů. Anhingy hřadují na stromech a v křovinách naklánějícími se nad vodní hladinu. Výjimečně mohou hřadovat i na zemi nebo v rákosinách. V případě nebezpečí mohou anhingy proti predátorům využít svůj vymršťovací krk a ostrý zobák, kterými mohou narušitele pobodat. K zaznamenaným predátorům patří krkavcovití, dravci a krokodýli. Komfortní chování zahrnuje preening, protahování, drbání, třesení i roztahování křídel za účelem jejich vysušení. Všechny tyto činnosti silně připomínají komfortní chování kormoránů. K vokálním projevům patří různá cvakání, chrastění, syčení či krákání. Hlasové projevy anhing byly přirovnány ke zvuku nástrčkového klíče.

### Potrava
Anhingy se živí hlavně pomalu se pohybujícími, bočně zploštělými rybami. Potravu doplňují obojživelníky, vodními hady, korýši, pijavicemi, měkkýši i hmyzem. Anhingám k lovu ryb dobře slouží jejich dlouhý, tenký krk zakončený špičatým zobákem, kterým nabodávají svou kořist. Silné krční svaly se zvláštním mechanismem ze šlach a vazivové tkáně umožňují anhingám rychlé vymrštění krku na principu harpun. Při lovu se anhingy nejdříve pomalu, potichu ponoří s krkem staženým mezi rameny (srv. s kormorány, kteří před potopením nejdříve povyskočí, takže jejich ponoření je hlučnější a agresivnější). Pod vodou anhingy roztáhnou svůj mohutný ocas a křídla, což patrně slouží jako vábidlo na ryby, které hledají stín. Kořist většinou nepronásledují, a spíše čekají, až se sama přiblíží, načež po ní vymrští svým dlouhým krkem a nabodnou ji na zobák. V případě menší kořisti ji nabodnou jen na horní čelist. Ryby nabodávají většinou v oblasti těsně za jejich žábry. Zobák anhing bývá při nabodnutí mírně pootevřený, takže kořist zasáhne na dvou místech nedaleko od sebe. Po ulovení živočicha se anhinga vynoří, kořist na okamžik vymrští do vzduchu a rychle ji polapí zpět do zobáku, načež kořist hlavou napřed spolkne. Menší kořist, jako jsou pavouci nebo hmyz, loví sevřením mezi špičkami zobáku. Svou kořist typicky loví v mělkých vodách do hloubky kolem 50 cm. Pod vodou však dokáží vydržet i 60 vteřin. Pohybu pod vodou dosahují s pomocí simultánních úderů nohou, v případě plavání po hladině však nohama máchají střídavě. Většinou loví samostatně.

### Hnízdění

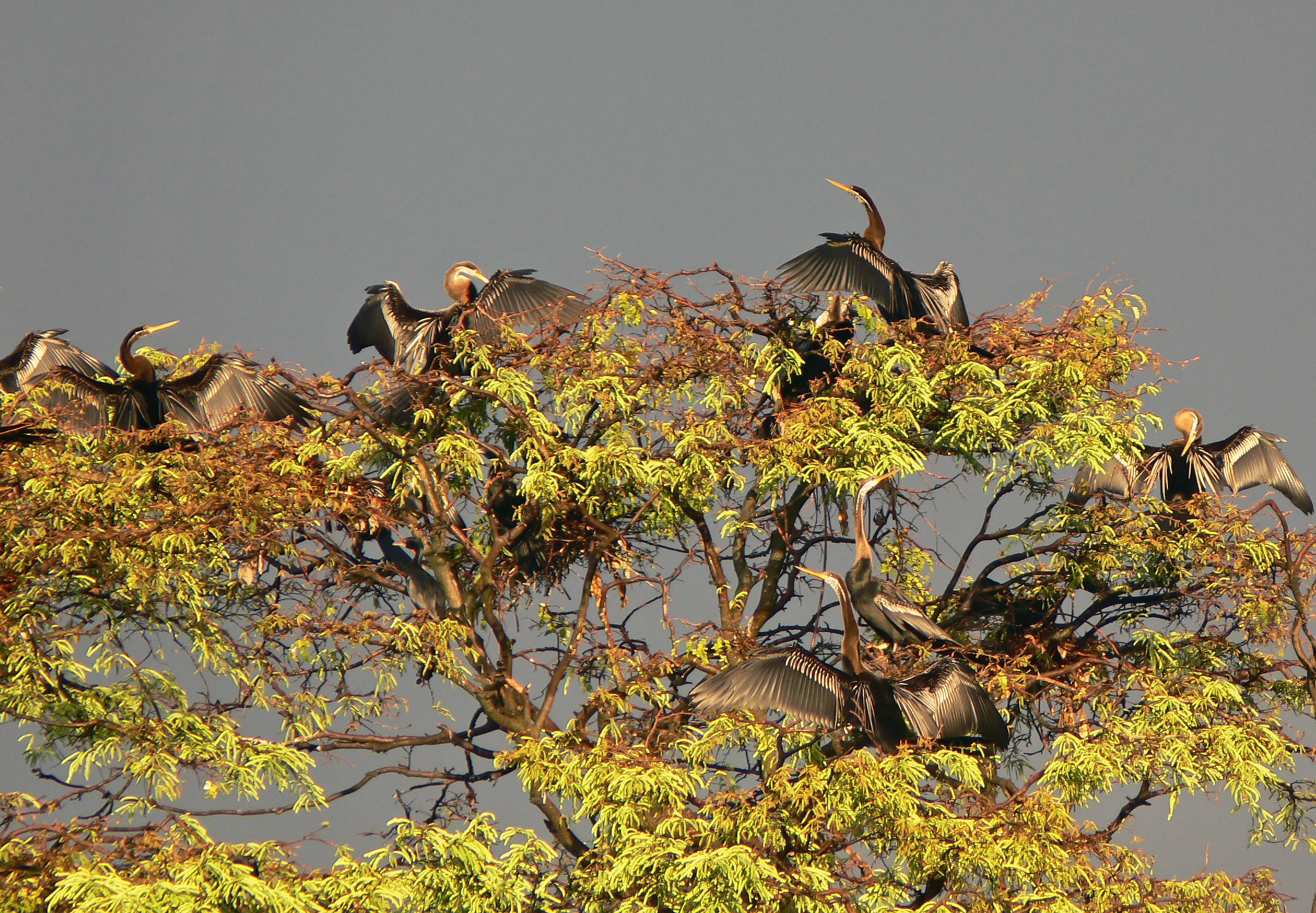
Kolonie anhingy indomalajské (Kérala, Indie)

Anhingy utvářejí monogamní svazky, které trvají nejméně jedno hnízdní období, možná i déle. Na počátku doby hnízdění samci vyberou místa budoucích hnízdišť, kolem kterých si nárokují teritorium. Takové teritorium může představovat např. celý strom. Po obsazení hnízdiště začnou samci lákat samice. K tomu dochází prostřednictvím umisťování čerstvých, olistěných větviček v místě budoucího hnízda, a také s pomocí vizuálního pózování. To je velmi podobné kormoránům, a zahrnuje např. střídavé zvedání stáhnutých křídel nebo vehementní třesení hlavy s větvičkou v zobáku. Jakmile takto samec naláká samici, samice začne stavět hnízdo. To bývá umístěno na stromě, v křoví nebo na zemi v rákosí, vždy v těsné blízkosti vody nebo přímo nad ní. Hnízdo je stavěno z klestí a dalšího rostlinného materiálu, který samici na hnízdní staveniště donáší samec. Jakmile pár začne se stavěním hnízda, nejméně jeden z partnerů je vždy na hnízdě přítomen. Hnízdí samostatně nebo ve volných koloniích, které jsou často spojovány s jinými druhy velkých vodních ptáků, jako jsou kormoráni či volavky. Kolonie anhing mohou nabírat velikosti i několika set hnízdních párů.

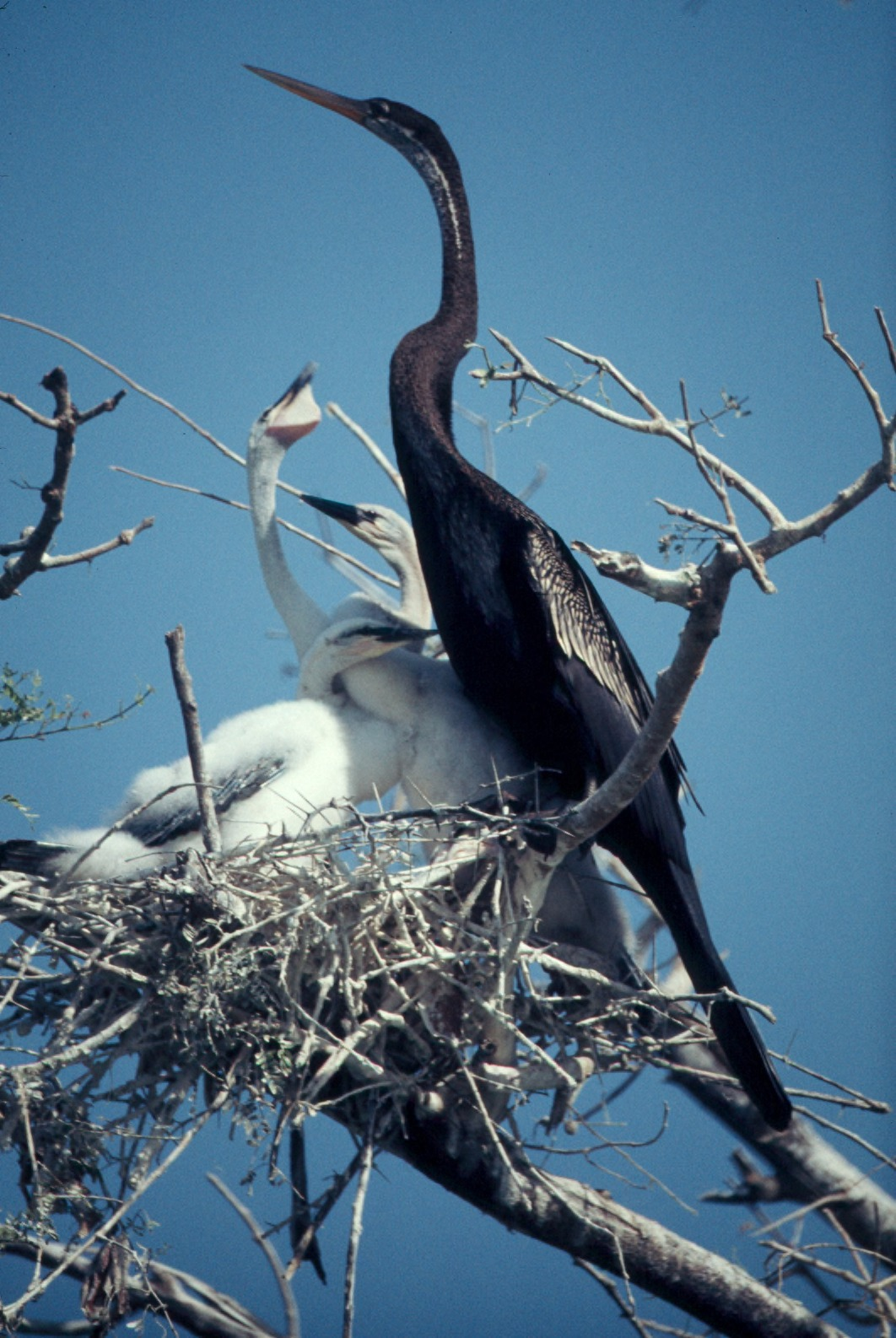
Anhinga africká na hnízdě

Kopulace probíhá na hnízdě. Samice snáší nejčastěji 4 vejce (interval 2–6). Vejce jsou protáhlá, bledě zelená nebo namodrale bílá s křídovým povlakem. Vejce jsou kladena v intervalech 1–3 dny po sobě. Sezení na vejcích začíná s nakladením prvního vejce. Podobně jako u dalších zástupců řádu terejů, ani u anhingovitých se nevyvíjí hnízdní nažina. Inkubaci dlouhou 25–28 dní zajišťují oba partneři. Zatímco jeden z partnerů inkubuje, druhý loví potravu a stráží teritorium. K zahřívání vajec používají anhingy své nohy.
Mláďata jsou nidikolní a semi-altriciální, tzn. zůstávají na hnízdě a rodiče je krmí regurgitací částečně natrávené potravy. Ptáčata jsou krmena asi 6–9× denně oběma rodiči. Při nejmenším v prvním týdnu po narození ptáčat je hnízdo střeženo jedním z partnerů nepřetržitě. Partneři se na hnízdě střídají alespoň třikrát denně, typicky za úsvitu, v poledne a během západu slunce. Při příletu střídajícího partnera na hnízdo dochází u páru k okázalé rituální zdravici. Jak ptáčata rostou, začínají přijímat i menší živočichy, které vyzobávají z krků rodičů vsunutím hlavy do jejich rozevřeného zobáku. Jakmile ptáčata dosáhnou věku kolem 5 týdnů, začínají potravu přijímat pouze jednou denně. Během horkých a suchých dní podávají rodiče svým mláďatům vodu tak, že ji nechávají stékat ze svého zobáku přímo do jejich hrdla. K osamostatnění ptáčat dochází ve věku 6–7 měsíců.

## Systematika

### Taxonomie a název

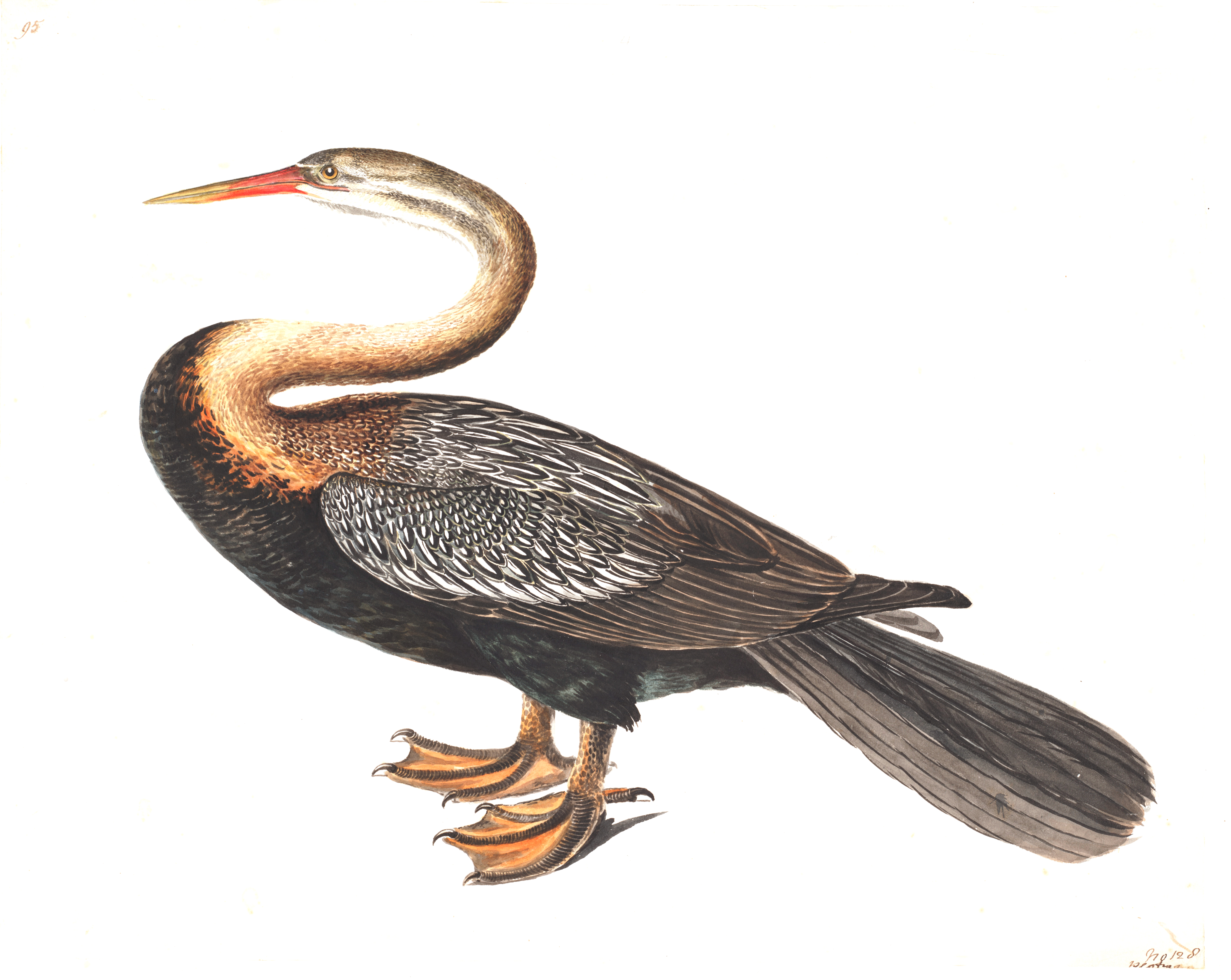
Ilustrace anhingy indomalajské (Elizabeth Gwillim, 1801)

Rod Anhinga vytyčil v roce 1760 francouzský zoolog Mathurin Jacques Brisson. První vědecky pojmenovanou anhingou byla anhinga americká, o jejíž formální popis se postaral Carl Linné v roce 1766 ve 12. vydání Systema naturae. Linné druh pojmenoval jako Plotus anhinga. Rod Plotus, který tehdy Linné vytyčil, povýšil na podčeleď Plotinae francouzsko-americký polyhistor Constantine Samuel Rafinesque v roce 1815. Německý botanik a ornitolog Ludwig Reichenbach však název podčeledi synonymizoval s Anhinginae. Reichenbach je považován za formální autoritu čeledi Anhingidae, česky anhingovití. Typovým druhem rodu Anhinga je anhinga americká (Anhinga anhinga).

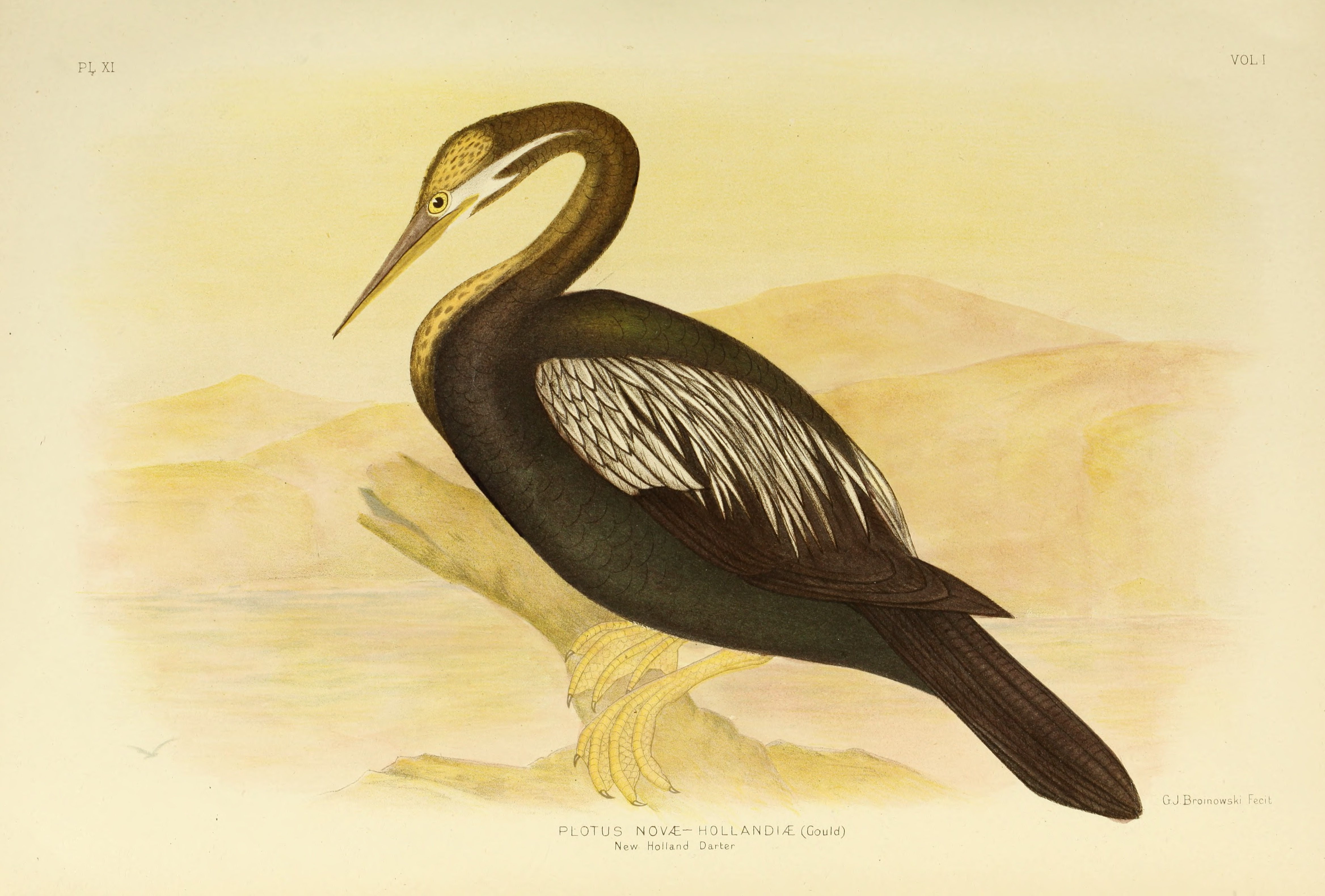
Ilustrace anhingy australské (Gracius Broinowski, 1890)

V ornitologických zdrojích se často uvádí, že slovo anhinga pochází z tupíjštiny, ve které znamená „zlý lesní duch“ či „ďábelský pták“. Etymologický slovník od Merriam-Webster nicméně poukazuje na to, že se patrně jedná o pomýlenou záměnu s tupíjským anhanga, které označuje ďábla či démona. V Brazílii se anhingy označují jako carará nebo biguatinga, což jsou jména odvozená z tupíjštiny. Při vynoření nad hladinu anhingy někdy ukáží jen svůj dlouhý krk, čímž spíše připomínají hada, pročež se anhingám někdy říká „hadí ptáci“. Ve Spojených státech amerických se občas anhingám přezdívá „vodní krocani“ (water turkeys) pro jejich extra velký a široký ocas, který připomíná ocas krocana.

### Vnější fylogeneze
Čeleď anhingovitých byla tradičně řazena mezi veslonohé (Pelecaniformes) na základě stejných morfologických a ekologických charakteristik. K těm patří tzv. veslovací nohy opatřené silnými blánami, rybožravost, absence hnízdní nažiny nebo hluboce rozeklaný zobák s hrdelním vakem. Genetické studie nicméně ukázaly na parafyletický původ veslonohých. Pro anhingovité, fregatkovité, kormoránovité a terejovité byl proto vyčleněn řád terejové (Suliformes). V rámci něj představují anhingovití sesterskou skupinu ke kormoránovitým, což bylo potvrzeno hned v několika genetických studiích. V kladogramu terejů vypadá postavení anhingovitých takto:
|  | terejovití (Sulidae)                                                                           |
|  |                                                                                                |
|  | \| \| anhingovití (Anhingidae) \| \| \| \| \| \| kormoránovití (Phalacrocoracidae) \| \| \| \| |
|  |                                                                                                |
|  | anhingovití (Anhingidae)                                                                       |
|  |                                                                                                |
|  | kormoránovití (Phalacrocoracidae)                                                              |
|  |                                                                                                |

|  | anhingovití (Anhingidae)          |
|  |                                   |
|  | kormoránovití (Phalacrocoracidae) |
|  |                                   |

|  | terejovití (Sulidae)                                                                           |
|  |                                                                                                |
|  | \| \| anhingovití (Anhingidae) \| \| \| \| \| \| kormoránovití (Phalacrocoracidae) \| \| \| \| |
|  |                                                                                                |
|  | anhingovití (Anhingidae)                                                                       |
|  |                                                                                                |
|  | kormoránovití (Phalacrocoracidae)                                                              |
|  |                                                                                                |

|  | anhingovití (Anhingidae)          |
|  |                                   |
|  | kormoránovití (Phalacrocoracidae) |
|  |                                   |

Podle fosilního záznamu došlo k rozdělení anhingovitých a kormoránovitých do dvou evolučních větví nejméně před 30 miliony lety. Genetické studie toto datum posouvají až do doby před nejméně 40 miliony lety. Je možné, že anhingy byly úzce příbuzné i s fosilní čeledí ptáků Plotopteridae, jejíž zástupci žili v oblasti Tichomoří od pozdního eocénu do středního miocénu. Tito statní nelétaví ptáci v mnohém připomínali svou ekologií tučňáky, avšak mohlo se jednat o důsledek konvergentní evoluce. Odborníci proto uvažují o příbuznosti této skupiny buďto s tučňáky, nebo anhingami a kormorány 

### Vnitřní systematika
Tradičně bývaly rozpoznávány jen dva druhy anhing, a sice anhinga americká (Anhinga anhinga) z Nového světa a anhinga rezavá (Anhinga melanogaster) ze Starého světa. U anhingy americké byly rozpoznávány dva poddruhy – jeden ze Severní a Střední Ameriky, a druhý poddruh z Jižní Ameriky. U anhingy rezavé byly rozeznávány tři poddruhy, a sice z Afriky, indomalajské oblasti a z Austrálie. Oba zmíněné druhy jsou morfologicky dobře odlišitelné a jejich status nebýval zpochybňován. Stejně tak status poddruhů anhingy americké nebyl nijak zvlášť debatován. Taxonomickou hádankou byly hlavně tři poddruhy anhingy indomalajské, které byly v posledních desetiletích 20. století předmětem diskusí taxonomistů. Schodde a kol. tyto debaty shrnuli v morfologické studii z roku 2012, ve které doporučili všechny zmíněné poddruhy anhingy rezavé povýšit na samostatné druhy. Genetické analýzy tyto závěry potvrdily, a moderní systematika tak rozeznává 4 druhy anhing, resp. povyšuje všechny tři poddruhy anhingy rezavé na úroveň druhů. Nadto jsou rozlišovány i tři poddruhy i anhingy africké:
| Obrázek | Obecné jméno         | Vědecký název                                                                        | Mapa rozšíření | Rozšíření |
| ------- | -------------------- | ------------------------------------------------------------------------------------ | -------------- | --- |
|         | anhinga americká     | Anhinga anhinga (Linnaeus, 1766) Poddruhy: - A. a. anhinga - A. a. leucogaster       |                | jih Spojených států amerických, oblast Mexického zálivu včetně Kuby, dále severní a střední část Jižní Ameriky |
|         | anhinga indomalajská | Anhinga melanogaste Pennant, 1769                                                    |                | tropy jižní a jihovýchodní Asie                                                                                |
|         | anhinga africká      | Anhinga rufa (Daudin, 1802) Poddruhy: - A. r. chantrei - A. r. vulsin - A. r. vulsin |                | subsaharská Afrika, Irák                                                                                       |
|         | anhinga australská   | Anhinga novaehollandiae Gould, 1847                                                  |                | Austrálie, východní Indonésie, Nová Guinea                                                                     |

Fylogenetické vztahy mezi anhingovitými podrobně zkoumala studie molekulární i jaderné DNA z roku 2018, která ukázala významnou genetickou propast mezi novosvětskou a starosvětskou větví, které divergovaly někdy před 19–22 miliony lety. Bazální postavení u anhingovitých zaujímá anhinga americká. Následovalo vydělení anhingy australské (cirka 14–16 mya) a někdy před 10 miliony lety žil poslední společný předek anhingy africké a indomalajské. Zmíněné fylogenetické vztahy by v kladogramu vypadaly takto:
|  | \| \| anhinga africká (A. rufa) \| \| \| \| \| \| anhinga indomalajská (A. melanogaster) \| \| \| \| |
|  | |
|  | anhinga australská (A. novaehollandiae)                                                              |
|  | |
|  | anhinga africká (A. rufa)                                                                            |
|  | |
|  | anhinga indomalajská (A. melanogaster)                                                               |
|  | |

|  | anhinga africká (A. rufa)              |
|  |                                        |
|  | anhinga indomalajská (A. melanogaster) |
|  |                                        |

|  | \| \| anhinga africká (A. rufa) \| \| \| \| \| \| anhinga indomalajská (A. melanogaster) \| \| \| \| |
|  | |
|  | anhinga australská (A. novaehollandiae)                                                              |
|  | |
|  | anhinga africká (A. rufa)                                                                            |
|  | |
|  | anhinga indomalajská (A. melanogaster)                                                               |
|  | |

|  | anhinga africká (A. rufa)              |
|  |                                        |
|  | anhinga indomalajská (A. melanogaster) |
|  |                                        |

### Fosilní druhy

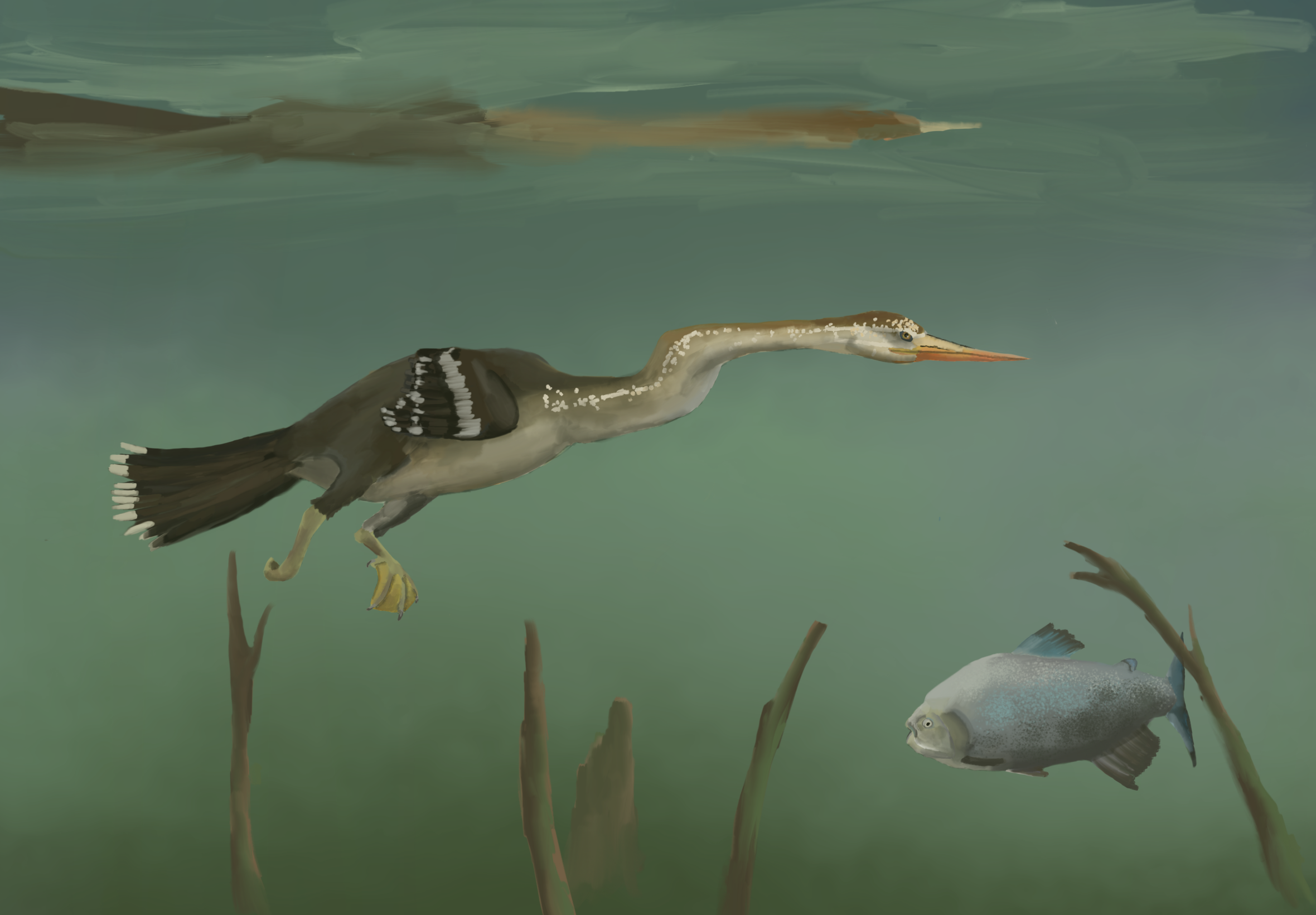
Umělecká představa Giganhinga kiyuensis

Z relativně bohatého fosilního záznamu anhingovitých lze vypozorovat, že druhová diverzita anhing byla v minulosti větší, než je diverzita současně žijících druhů. Vůbec nejstarším fosilním druhem, který lze jednoznačně zařadit mezi anhingy, je A. walterbolesi ze svrchního oligocénu z Austrálie (stáří 24–26 milionů let). Nejstarší novosvětskou fosilií je A. subvolans z Floridy, stará asi 18 milionů let. Největší druhová diverzita anhing nastala v miocenní Jižní Americe, kde koexistovaly velké druhy anhing (Macranhinga, Meganhinga, Giganhinga) spolu s menšími druhy (A. minuta, A. hesterna). Některé mohutné druhy byly patrně nelétavé a vyskytovaly se pouze v Jižní Americe. K těm patřil i rod Giganhinga, jehož zástupci dosahovali váhy snad až 17–18 kg. Jednalo se o vůbec největší známé zástupce anhing. Naopak nejmenší druh A. minuta vážil pouze kolem 0,7 kg. Z neogénu je známo ještě několik fosilií anhing z Afriky a Asie.

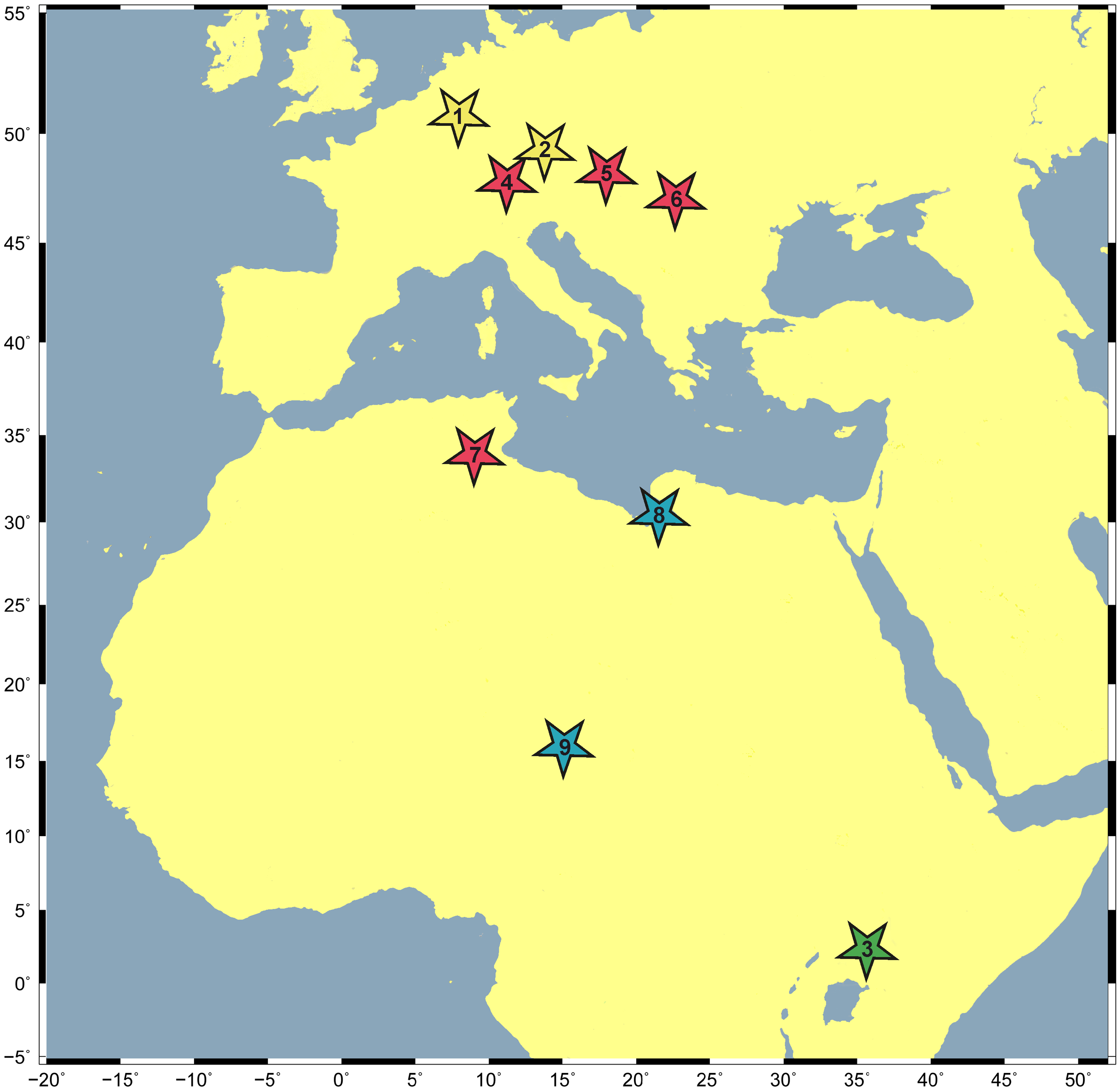
Mapa zobrazující nálezy fosilií druhu Anhinga pannonica

Současné druhy anhing se sice nevyskytují v Evropě, nicméně při nejmenším v miocénu se zde vyskytoval druh A. pannonica, který byl popsán již v roce 1916 na základě fosilie nalezené v Rumunsku. Řada pozdějších nálezů z afrických zemí byla přiřazena k A. pannonica, stejně jako nález pozdně miocenní fosilie z Německa. Tento druh je pozoruhodný nejen četností objevených fosilií po geograficky velké ploše, ale i dlouhověkým fosilním záznamem zahrnujícím období mezi 16–6 miliony lety. A. pannonica patrně vymizela z Evropy v důsledku příchodu studenějšího klimatu koncem neogénu. Následující seznam fosilních druhů není vyčerpávající a poskytuje pouze stručný přehled významnějších fosilních druhů anhing:
- Anhinga
  - Anhinga grandis – svrchní pliocén, USA[41]
  - Anhinga malagurala – spodní pliocén, Austrálie; velmi malý druh[42]
  - Anhinga minuta – svrchní miocén až raný pliocén, Brazílie;[43] s váhou kolem 0,7 kg se jednalo o nejmenší známý druh anhingovitých[37]
  - Anhinga pannonica – svrchní miocén/spodní pliocén, Rumunsko,[44] Německo,[31] Rakousko,[45] Tunisko, Pákistán, Thajsko, Libye
  - Anhinga subvolans – spodní miocén, USA
- Giganhinga (Giganhinga kiyuensis) – svrchní pliocén/spodní pleistocén, Uruguay[35]

- Macranhinga
  - Macranhinga paranensis – 5,4 kg vážící anhinga z Argentiny ze středního/svrchního miocénu[46]
  - Macranhinga ranzii – velký druh z Brazílie, podle odhadů vážil kolem 8,6 kg[47]
- Meganhinga
  - Meganhinga chilensis – spodní miocén, Chile
- Pseudolarus
  - Pseudolarus eocaenus – raný miocén, Argentina[48]

## Ohrožení

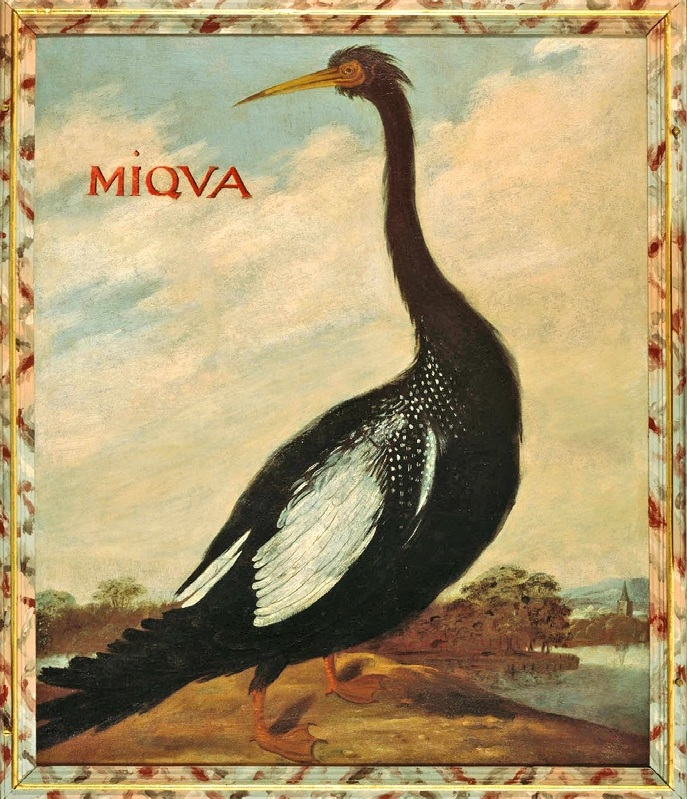
Malba anhingy americké (Dante Martins Teixeira, 1653–1659)

Mezinárodní svaz ochrany přírody (IUCN) hodnotí všechny druhy anhing jako málo dotčené druhy. Velikost populací často není k dispozici. Anhinga africká bývá místně pronásledována rybáři, kteří ji považují za potravního konkurenta. Druh byl původně přítomen i v jižním Turecku, kde hojně hnízdil v močálovitých oblastech jezera Amik. Po vysušení těchto močálů však anhinga africká v oblasti vyhynula. Mezi hlavní hrozby pro anhingy patří především zánik přirozeného prostředí. Hlavně v nížinatých oblastech bývají močály vysoušeny za účelem záběru půdy pro zemědělství, pro výstavbu aj. Tento úbytek je do jisté míry kompenzován stavěním nových přehradních nádrží, které anhingy obsazují. V některých oblastech anhingám prospívá vysazování ryb, k němuž dochází za účelem rybího chovu nebo sportovního rybářství. Například na Nové Guineji byl zaznamenán nárůst populace místních anhing po vysazení tilápií (Tilapia).
Anhingy byly v některých částech jižní a jihovýchodní Asie využívány k lovu ryb. Z Bengálska a Ásámu jsou známy případy vytrénovaných anhing, které dovedly jejich majitelům ulovit a donést ryby. V jiných oblastech Asie jsou občas konzumovány vejce nebo rovnou i dospělé anhingy. Všechny tyto zmíněné praktiky však postupně mizí.